# Epomophorus intermedius
Epomophorus intermedius is een zoogdier uit de familie van de vleerhonden (Pteropodidae). De wetenschappelijke naam van de soort werd voor het eerst geldig gepubliceerd door Hayman in 1963.